# Heterobostrychus brunneus
Heterobostrychus brunneus är en skalbaggsart som först beskrevs av Murray 1867.  Heterobostrychus brunneus ingår i släktet Heterobostrychus och familjen kapuschongbaggar. Arten förekommer tillfälligt i Sverige, men reproducerar sig inte. Inga underarter finns listade i Catalogue of Life.

## Bildgalleri

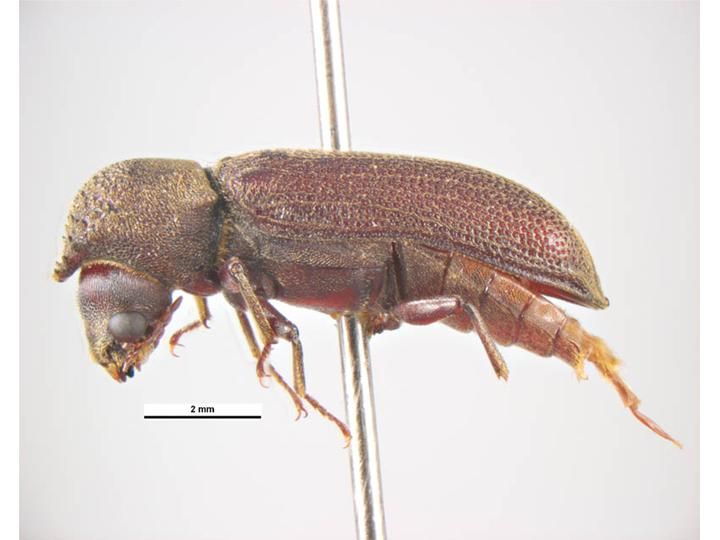